# (37793) 1997 WE
1997 WE (asteroide 37793) é um asteroide da cintura principal. Possui uma excentricidade de 0.01060680 e uma inclinação de 2.97394º.
Este asteroide foi descoberto no dia 18 de novembro de 1997 por Takao Kobayashi em Oizumi.